# Vanessa itea

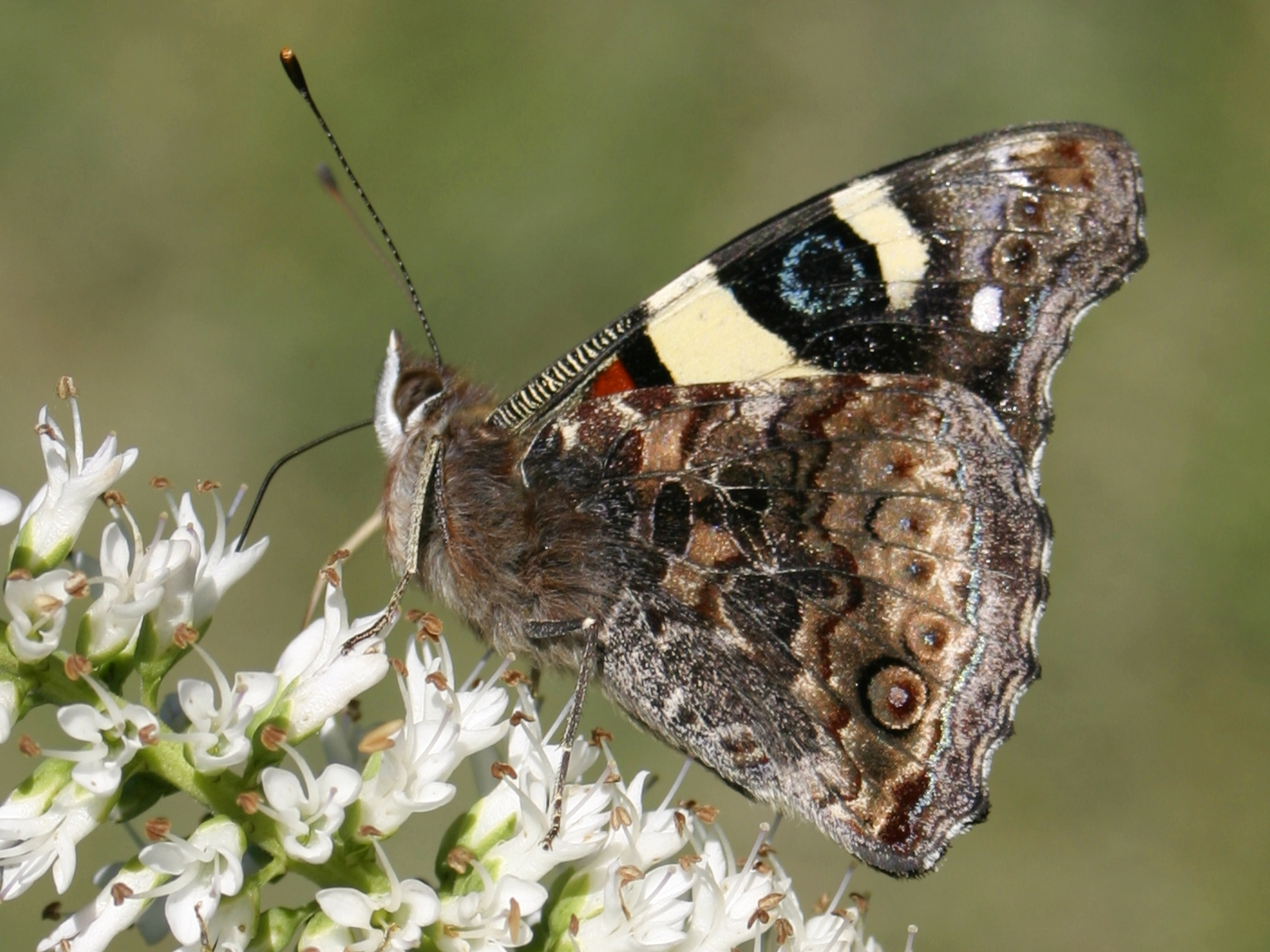
Flügelunterseite

Vanessa itea ist ein Schmetterling (Tagfalter) aus der Familie der Edelfalter (Nymphalidae), der in Australien und Neuseeland vorkommt. Die Art wird im englischen Sprachgebrauch als Yellow Admiral bezeichnet. Die Māori-Ureinwohner gaben ihr die Bezeichnung Kahukowhai, mit der Bedeutung ‚Gelber Mantel‘.

## Merkmale

### Falter
Die Flügelspannweite der Falter beträgt 45 bis 55 Millimeter. Die Vorderflügel haben in der Basalregion eine rostbraune Farbe. Die Diskalregion wird von einer breiten hellgelben Querbinde durchzogen. Nahe am Apex heben sich einige kleine weißliche Flecke vom schwarzen Grund ab. Die Hinterflügeloberseite ist überwiegend rotbraun gefärbt, im Randbereich schwärzlich. Davor befinden sich vier sehr kleine Augenflecke. Die gelbe Querbinde der Vorderflügel scheint auf die Unterseite durch. Am Vorderrand befindet sich mittig ein einzelner großer bläulicher Augenfleck. Die Hinterflügelunterseite ist bräunlich marmoriert.

### Präimaginalstadien
Das Ei hat eine grüne Farbe und ist mit acht bis zehn vertikalen Rippen überzogen. Die Raupen sind schwärzlich oder bräunlich gefärbt, mit vielen kleinen weißen Punkten sowie gelblichen Seitenstreifen versehen. Sie besitzen auf der gesamten Körperoberfläche stark verzweigte Dornen. Die Stürzpuppe ist gelbbraun marmoriert und mit wenigen weißlichen Flecken besetzt.

## Verbreitung und Lebensraum
Vanessa itea kommt auf den beiden Hauptinseln Neuseelands, in Teilen Australiens sowie auf den Loyalitätsinseln und der Norfolkinsel vor. Die Art besiedelt nahezu alle Biotope, in denen die Nahrungspflanzen der Raupen wachsen und die genug Blüten mit Nektar als Nahrungsquelle für die Falter enthalten.

## Lebensweise
Die Falter haben eine Lebensdauer von bis zu neun Monaten, wobei sie den Winter inaktiv an geschützten Stellen verbringen. Im Frühjahr ernähren sie sich von Blütennektar oder von Baumsäften. Die Eier werden in kleinen Gruppen von bis zu drei Stück an der Nahrungspflanze abgelegt. Die Raupen ernähren sich von verschiedenen Brennnesseln (Urtica), beispielsweise von der Großen Brennnessel (Urtica dioica), der Kleinen Brennnessel (Urtica urens), Urtica incisa, gelegentlich auch von Ongaonga (Urtica ferox) oder Parietaria debilis. Zum Schutz vor Feinden spinnen sie die Blätter zu einer tütenartigen Schutzhülle zusammen. Dennoch werden sie von Schlupfwespen (Ichneumonidae) befallen, im Besonderen von der heimischen Echthromorpha intricatori sowie der aus Europa zur Reduzierung des Kleinen Kohlweißlings (Pieris rapae) eingeführten Pteromalus puparum.